# Last Resort
Last Resort – pierwszy singel z debiutanckiej płyty zespołu Papa Roach Infest z 2000 roku. 
Wokalista grupy i zarazem autor tekstu utworu, Jacoby Shaddix, poruszył w nim doświadczenie, które przeżył w wieku 17 lat, gdy jeden z jego najlepszych przyjaciół usiłował popełnić samobójstwo (słowa piosenki zostały napisane z punktu widzenia tej osoby).

## Lista utworów
1. "Last Resort" (LP Version)
2. "Legacy" (Clean Album Version)
3. "Dead Cell" (Live)
4. "Infest" (LP Version)